# Zwarte Zwaan (schip, 1905)
De Zwarte Zwaan is een ponton van ruim 500 m² zonder eigen aandrijving, maar met een bewogen geschiedenis. Het werd in 1905 als Westfalen gebouwd en gebruikt voor het bunkeren van schepen. In 1935 is het omgebouwd tot kantoorschip. In de Tweede Wereldoorlog is het in Zeeland afgezonken als blokkadeschip. Het werd later geborgen en vervulde daarna diverse functies. Als Zwarte Zwaan was het in de Rotterdamse Maashaven een kleine dertig jaar een service- en ontmoetingscentrum voor de binnenvaart. Het fungeerde ook als school voor schipperskinderen. Vanaf 1987 lag Zwarte Zwaantje langszij als schoolplein. Vanaf 2005 was het in de Parkhaven een restaurant en evenementenlocatie. 

## 1905 – 1953
Het schip werd in opdracht van de Steenkolen Handels Vereeniging (SHV) op een onbekende scheepswerf in Rotterdam gebouwd onder de naam Westfalen, als kolen-elevator voor het bunkeren van zeeschepen. Deze elevator was een ponton waarop een machine gemonteerd was voor de aandrijving van een jakobsladder, een opvoerketting waaraan kolenbakken gemonteerd waren die kantelden om de kolenbunker van het zeeschip te vullen. Aan het eind zat een schuine stortkoker die voorkwam dat de kolen recht naar beneden in de bunker vielen. Een bron geeft aan dat het die functie in de haven van Rotterdam vervulde, een andere noemt de haven van Vlissingen.
SHV schrijft over 1905: Na een Amerikaanse reis van directeur Van Beuningen laat het bedrijf een jakobsladder bouwen voor het bunkeren. Om protesten van bezorgde dokwerkers te vermijden krijgen de machines buitenlandse namen, zoals ‘Parata’, alsof ze bedoeld zijn voor Zuid-Amerika.
In 1935 bouwde SHV de ponton om tot kantoorschip. In 1940 is het vaartuig overgenomen door de Kriegsmarine en werd het naar Middelburg gesleept. In 1942 ging het naar Zuid-Beveland en in oktober 1944 brachten terugtrekkende Duitse troepen de ponton tot zinken voor de sluis van Wemeldinge om als blokkadeschip het Kanaal door Zuid-Beveland af te sluiten. Na de oorlog werd het in 1945 geborgen en teruggegeven aan de eigenaar. Die herstelde het vaartuig en gebruikte het opnieuw als kantoorschip Westfalen. Bij meting te Vlissingen in 1953 had het een grootste lengte van 40,45 meter en een breedte van 13,50 meter, goed voor een oppervlak van meer dan 500 m². Later werd het verbouwd tot atelier/woning.

## Zwanen
De ponton zou in 1968 door de Algemene Maatschappij Voor Varenden (AMVV) in gebruik genomen zijn als sociëteitsschip de Zwarte Zwaan; elders wordt gesteld dat de AMVV het in 1969 aankocht. De AMVV meerde de ponton af aan een langer ponton in de Rotterdamse Maashaven. Het diende als ontmoetingscentrum voor de binnenvaart, maar er werden ook allerlei bijeenkomsten, cursussen en activiteiten georganiseerd voor de varenden die destijds regelmatig een paar weken stil lagen, in afwachting van werk via de schippersbeurs. De Zwarte Zwaan bood schippers de mogelijkheid van een vast postadres, maar ze konden daar ook hun was doen, douchen en telefoneren. Het was een van de 'Zwanen', waarvan er op een gegeven moment zes in Nederland waren en een in de haven van Antwerpen. In Rotterdam waren er twee, de allereerste was de Witte Zwaan in de Leuvehaven.
Op de bovenverdieping van de Zwarte Zwaan werd een kleuterklasje ingericht. In 1972 dreigde dat gesloten te worden en dienden de schippers 1700 protesthandtekeningen in.

## School en sluiting
Er werden begin jaren 90 ook klaslokalen ingericht voor een ligplaatsschool van de LSOVK (later de Stichting voor Landelijk Onderwijs aan Varende Kinderen (LOVK)). Als erkende basisschool voldeed die aan de wettelijke eisen, waardoor vijfjarigen niet naar het internaat hoefden.
Op 1 augustus 2004 werd het centrum gesloten nadat duidelijk was geworden dat de overheidssubsidie voor het welzijnswerk voor varenden zou worden stopgezet. Het aantal bezoekers van de ontmoetingsruimte was al sterk teruggelopen toen na er de liberalisatie van de binnenvaartmarkt geen sprake meer was van wekenlange wachttijden. De sluiting werd echter uitgesteld tot ook de ligplaatsschool voor varende kleuters nieuw onderdak had. Begin 2005 werd het verkocht als restaurantschip De Spiesenboot en verhaald naar de Parkhaven, ter hoogte van de Euromast. Daar exploiteert een andere eigenaar het anno 2022 als drijvend restaurant en evenementenlocatie, nu onder de naam De Zwarte Zwaan, dus inclusief lidwoord.

## Liggers Scheepsmetingsdienst
| Meetnummer | District en volgnr. | Meetdatum   | Meetplaats | Lengte [m] | Breedte [m] | Inzinking [m] | Waterverplaatsing [ton] | Naam      | Eigenaar                            | Domicilie |
| ---------- | ------------------- | ----------- | ---------- | ---------- | ----------- | ------------- | ----------------------- | --------- | ----------------------------------- | --------- |
| R19120N    | Rotterdam           | 11 mei 1953 | Vlissingen | 40,45      | 13,50       | 1,80          | 53,644                  | WESTFALEN | Steenkolen Handels Vereeniging N.V. | Utrecht   |

## Tijdlijn
| Jaar                 | Scheepsnaam     | Gebruik                                         | Ligplaats               | Eigenaar            |
| -------------------- | --------------- | ----------------------------------------------- | ----------------------- | ------------------- |
| 1905                 | Westfalen       | kolen-elevator voor bunkeren                    | Rotterdam of Vlissingen | SHV                 |
| 1935                 | Westfalen       | kantoor                                         | Rotterdam of Vlissingen | SHV                 |
| 1940                 | Westfalen       | ?                                               | Middelburg              | Kriegsmarine        |
| 1942                 | Westfalen       | ?                                               | Zuid-Beveland           | Kriegsmarine        |
| 1944                 | Westfalen       | afgezonken als blokkadeschip                    | Wemeldinge, sluis       | Kriegsmarine        |
| 1945                 | Westfalen       | gelicht en hersteld tot kantoor                 | ?                       | SHV                 |
| in of na 1953        | ?               | atelier en woning                               | ?                       | ?                   |
| 1968 of 1969         | Zwarte Zwaan    | ontmoetings- en servicecentrum en kleuterschool | Rotterdam, Maashaven    | AMVV                |
| 1987                 | Zwarte Zwaan    | het Zwarte Zwaantje wordt langszij gelegd       | Rotterdam, Maashaven    | AMVV                |
| begin jaren negentig | Zwarte Zwaan    | erkend als ligplaatsschool                      | Rotterdam, Maashaven    | AMVV                |
| 2005                 | De Spiesenboot  | restaurant                                      | Rotterdam, Parkhaven    | Rederij Tonissen    |
| ?                    | De Zwarte Zwaan | restaurant en evenementenlocatie                | Rotterdam, Parkhaven    | Zwarte Zwaan Events |

## Zwarte Zwaantje

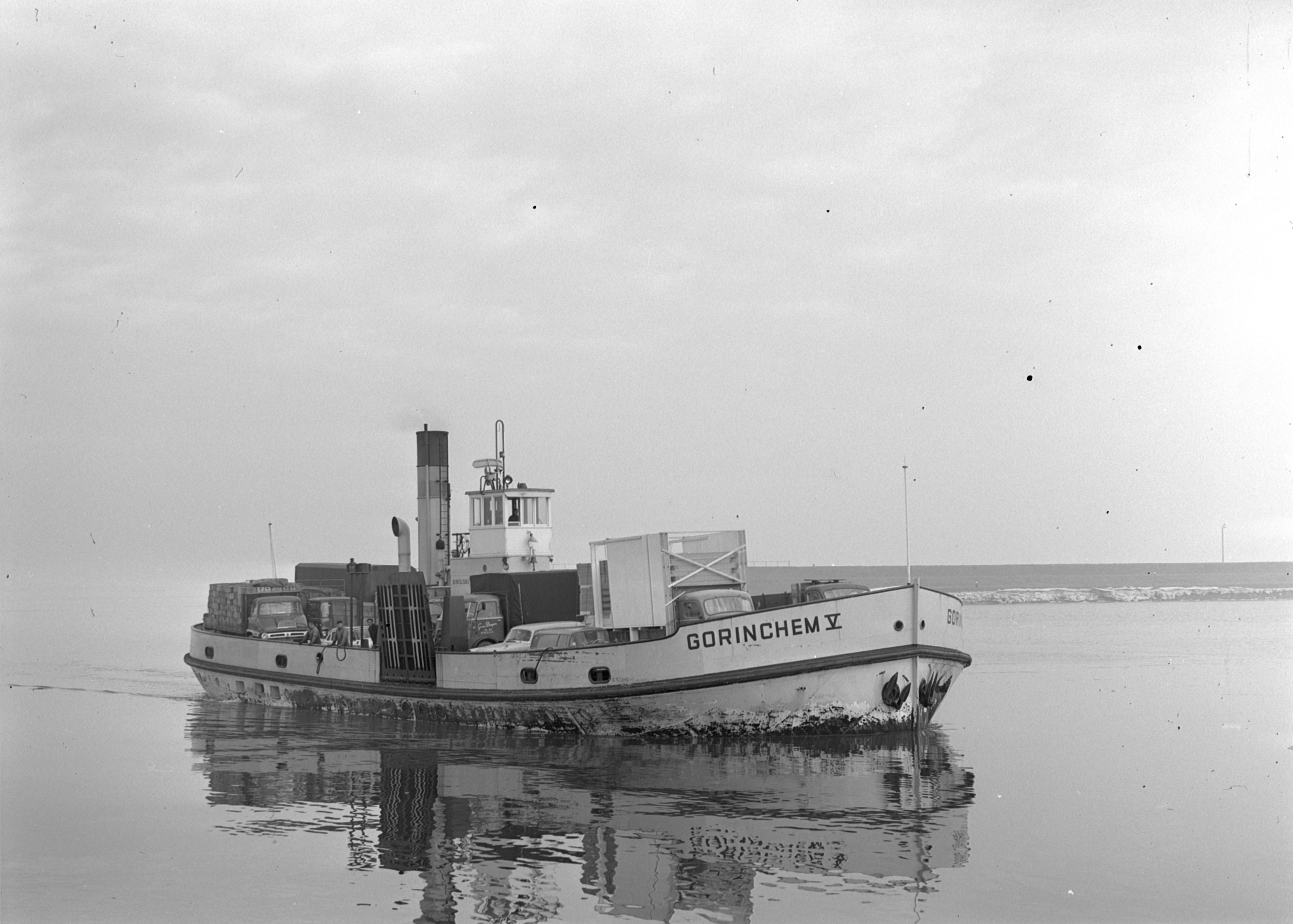
De GORINCHEM V in 1963, nog in de vaart als veerpont Maassluis-Rozenburg

Het Zwarte Zwaantje, de voormalige stoompont Gorinchem V, lag van 1987 tot 2005 langszij de Zwarte Zwaan en fungeerde als speeltuinschip en schoolplein voor varende kleuters en oudere kinderen.
De AMVV had de pont gekocht voor ombouw tot ontmoetingscentrum en legde het voorlopig op in de Sliksloothaven in Krimpen aan den IJssel. Toen de financiering niet rondkwam sloeg men een andere richting in en werd er met geldelijke steun van onder andere de provincie Zuid-Holland een betonnen speeldek op gelegd. In plaats van de opbouw kwamen er speeltoestellen, een zandbak en bloembakken.

Zowel voor als na de AMVV-periode was de Gorinchem V alias het Zwarte Zwaantje bestemd voor de sloop. In de jaren zestig werd het gered doordat de AMVV het aankocht, in 2018 doordat een stichting de oude platbodem als varend erfgoed zag. Hij wordt gerestaureerd, kreeg in 2020 een kopie van het oude dekhuis met schoorsteen terug en wordt weer toegankelijk gemaakt voor publiek.